# Saint-Tite
Pour les articles homonymes, voir Saint Tite.
Saint-Tite est une ville canadienne au Québec, chef-lieu de la MRC de Mékinac, dans la région de la Mauricie. Une importante nappe d'eau, le lac Pierre-Paul, baigne la partie nord-est du territoire.

## Toponymie
Le nom de la paroisse de Saint-Tite est attesté en 1859 et s'implantera grâce à l'érection canonique et civile survenue en 1863 par suite de son détachement de Sainte-Anne-de-la-Pérade et de Saint-Stanislas-de-la-Rivière-des-Envies. Le bureau de poste, ouvert en 1859, et la municipalité de paroisse, établie en 1863, reprendront l'appellation paroissiale qui célèbre un compagnon de saint Paul de Tarse, qui l'a converti au Ier siècle en lui confiant la charge d'organiser l'Église d'Éphèse.
- Kapibouska : d'origine algonquienne, ce nom a pour sens « lieu de campement où il y a des roseaux », kapi, « lieu de campement », baska ou bouska « joncs »,  « roseaux »[1].

## Histoire
Au début de la colonisation, il s'agissait surtout d'un territoire habité par des Algonquins, des Innus et des métis qui vivaient dans des camps de fortune près du lac Kapibouska dont la permanence ou la durée dépendait des possibilités qu'offraient la chasse, la pêche, la qualité des sols à cultiver, car plusieurs faisaient aussi un peu de jardinage, et le commerce des fourrures. Toutes les tentatives françaises pour sédentariser les Algonquins avaient échoué,,.
À la suite de l'installation de François-d'Assise Cossette en 1833, le lieu est connu sous le nom de Lac-à-Cossette. Au début des années 1830, des chantiers forestiers sont en pleine expansion sur la rivière des Envies. En 1851, la mission de Saint-Juste-de-Kapibouska s'y installe. En dehors des visites des missionnaires, les colons doivent parcourir plusieurs kilomètres pour atteindre l'église de Saint-Stanislas. Une première chapelle-presbytère est édifiée dans les années 1850. Un premier prêtre résident arrive en 1859.
Le nom de la paroisse de Saint-Tite est attesté en 1859. Le vaste territoire au nord de la plaine du Saint-Laurent, avec son ouverture sur l'immensité du Bouclier canadien, suscite des rêves grandioses, en 1878, la St. Laurence, Lower Laurentian & Saguenay obtient l'autorisation de construire une voie ferrée, entre Trois-Rivières et le Saguenay-Lac-Saint-Jean par Saint-Tite,.
Tradition catholique : dès le début de la colonisation, il est probable que la cueillette de l'eau de Pâques est pratique courante parmi les membres de la communauté chrétienne. En 1995, la première cueillette organisée et la bénédiction de l'eau de Pâques se déroulent à la source du Curé Boutet. Les fidèles se mouillent les pieds, se salissent de boue, certains tombent sur des plaques de glace. La sécurité et l'accessibilité expliquent la construction de décor temporaire.
Le dimanche de Pâques, nous aurons la célébration de l'eau de Pâques à 4h30 avant le lever du soleil à la source du Curé au bout de la rue du Couvent. Ensuite, nous nous rassemblerons  comme une grande famille pour un déjeuner fraternel (Fèves au lard, sirop d'érable et petits pains, servi par des membres du Conseil de Pastorale) à la salle du Club des Ainés vers 5h30 du matin. Source : Le feuillet paroissial de la communauté chrétienne de la paroisse de Saint-Tite, le 12 avril 1998.
Aujourd'hui, dans l'ensemble du Québec, cette pratique est devenue de plus en plus rare, pour devenir un rassemblement social ou même une activité touristique.

## Logo et armoiries
Le blason de la ville fut adopté en 1954 par le conseil municipal.
| L'Union dans l'Action |
| --------------------- |

| L'écu se blasonne ainsi : De gueules à croix grecque d'azur en point du chef, flanquée d'un segment de roue dentée d'argent à dextre et d'un segment de roue dentée d'or à sénestre, renfermant une peau de cuir tendue d'or en dextre et une épinette d'argent en sénestre, surmontant des montagnes de sable posées sur une terrasse d'or chargée d'une rivière d'azur. |

## Géographie
Une composante de la Batiscanie, Saint-Tite est située à 30 km au nord-est de Shawinigan. Le territoire de 92,53 km2 qui compose la municipalité est situé dans la région de la Mauricie et la MRC de Mékinac. Elle partage ses limites avec la municipalité de Sainte-Thècle, la municipalité du village de Grandes-Piles et les municipalités des paroisses de Hérouxville, Saint-Adelphe et Saint-Séverin.
La ville est située dans les basses-terres du Saint-Laurent favorisant ainsi l'agriculture. Le relief y est généralement plat avec quelques collines et buttes. Le nord-ouest marque la limite avec les Laurentides. L'altitude dans la municipalité va de 110 à 309 m. Le sous-sol est composé de gneiss datant du Précambrien.
À Saint-Tite, l'unité paysagère des Laurentides se situe à l'extrémité sud de la province de Grenville, elle suit des affluents de la rivière Batiscan : les rivières des Envies et Pierre-Paul. Ce paysage est influencé par l'agriculture et les exploitations forestières. Le festival Western de Saint-Tite favorise la présence d'élevage bovin et équestre.

### Hydrographie
La rivière des Envies traverse la municipalité du nord-est vers le sud-est où elle en délimite le territoire. La Mékinac du Nord traverse la municipalité du nord-ouest vers le sud-ouest jusqu'à sa confluence avec la rivière des Envies dans le nord-ouest. La Rivière Mékinac du Sud traverse l'ouest de la municipalité du sud vers le nord jusqu'à sa confluence avec la rivière des Envies dans le nord-ouest. À partir de son crénon, dans le nord-est, la rivière Le Bourdais(d) coule vers le sud-ouest jusqu'à sa confluence avec la rivière des Envies à l'ouest du centre-ville. À partir du lac Pierre-Paul la rivière Pierre-Paul coule vers le sud-est jusqu'à sa confluence avec la rivière Batiscan à Saint-Adelphe.
Cinq-cents-quatre lacs (504) sont classés comme milieux sensibles. De ce nombre, se trouvent les lacs Brûlé, Huron,  Pierre-Paul. 

#### Inondations
À Saint-Tite, lors des crues printanières ou de grandes pluies, les risques d'immersion sont élevés sur 3,4 km2 de terrain. Les deux secteurs inondables correspondent au ruisseau des Prairies (l'un des affluents de la rivière des Envies) et à la zone de l'ancien lac Kapibouska (côté sud-ouest de la ville). Les inondations affectent particulièrement les terres agricoles, des terrains inutilisés et des emplacements résidentiels.

### Transports
Les  routes 153 et 159 traversent Saint-Tite. La 153 la relie à Shawinigan et Lac-aux-Sables, la 159 à Saint-Roch-de-Mékinac et Sainte-Anne-de-la-Pérade. Saint-Tite est aussi desservi par le service de train de passagers Via Rail Canada, la gare de Saint-Tite (quai de gare) se situe au 310 de la rue Marchildon.

## Démographie
| 1849 | 1861 | 1991  | 1996  | 2001  | 2006  | 2011  | 2016  | 2021  |
| ---- | ---- | ----- | ----- | ----- | ----- | ----- | ----- | ----- |
| 130  | 967  | 2 654 | 2 555 | 3 845 | 3 826 | 3 880 | 3 673 | 3 672 |

Selon le recensement de 2006:
- La population de Saint-Tite était de 3 826 habitants en 2006 et 3 845 en 2001, soit en baisse de 0,5 % en 5 ans[19].

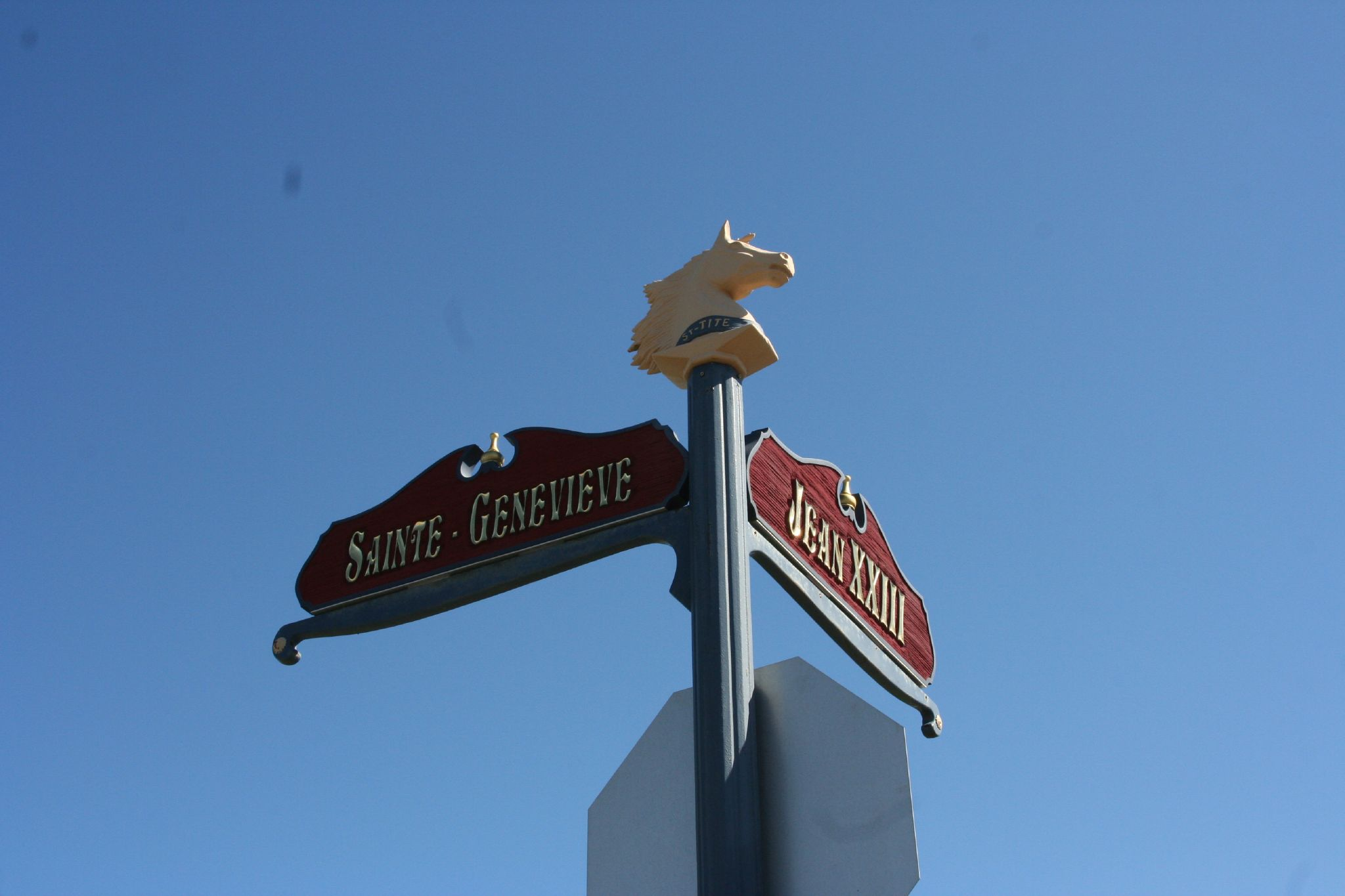
Affichage des rues.

- La presque totalité de la population a le français comme langue maternelle[20].

- 16,2 % de la population maitrise les deux langues officielles du Canada[19].

- Moins de 1 % de la population est immigrante.

- 31 % de la population de plus de 15 ans n'a aucun diplôme.

- 7 % de la population de plus de 15 ans a un diplôme d'étude universitaire ou supérieur.

- 60,2 % de la population de Saint-Tite est urbaine[21]. La région urbaine de Saint-Tite, a une population de 2 306 habitants et une superficie de 2,58 km2 en 2006, soit une densité de 893,8 hab./km2[22].

## Administration
Les élections municipales se font en bloc et suivant un découpage de six districts.
| Saint-Tite Maires depuis 2003                                                                                        |                 |         |          |
| Élection | Maire           | Qualité | Résultat |
| 2003 | Reynald Périgny |         | Voir     |
| 2005 | Reynald Périgny | Voir    |          |
| 2009 | André Léveillé  |         | Voir     |
| 2013 | André Léveillé  | Voir    |          |
| 2017 | Annie Pronovost |         | Voir     |
| 2021 | Annie Pronovost | Voir    |          |
| Élection partielle en italique Depuis 2005, les élections sont simultanées dans toutes les municipalités québécoises |                 |         |          |

## Économie
Dès 1912, la production de la ville s'est spécialisée dans le tannage du cuir et la production de botte de cuir. Cela valu à la ville les surnoms de « Ville du gant » et « Ville du cuir » du Québec.
En 1910, lors de la séparation de la municipalité, le Conseil de Ville avait pour but d'« attirer de nouvelles industries ». En trois ans, il a implanté quatre entreprises : Union Jewelry, Dominion Cutlery, Acme Shoe Pack et Acme Gloves Works. Ces deux dernières entreprises formeront le début de l'industrie du cuir à Saint-Tite.

## Culture
Saint-Tite est le théâtre d'une partie importante du roman Les Filles de Caleb, écrit par la romancière Arlette Cousture. La trame de fond de ce roman est basée sur la vie de l'institutrice Émilie Bordeleau qui a enseigné et vécu avec ses enfants dans des écoles de rang.

## Tourisme
Saint-Tite est particulièrement connu pour son festival western depuis 1967. Il se tient chaque année à la deuxième fin de semaine du mois de septembre d'une durée de dix jours. Le festival a été développé à partir d'un rodéo inauguré en 1967 pour promouvoir l'industrie du cuir. Avec 600 000 visiteurs, il constitue la plus grande attraction western de l'Est du Canada.
Depuis 1999, le rodéo du festival est primé comme le « Meilleur rodéo extérieur en Amérique du Nord ». Il comporte une foule d'activités qui se déroulent au rythme des cavaliers et cavalières, au son de la musique country et dans un décor Western. Les cavaliers et cavalières peuvent participer à divers épreuves d'habileté de la monte de chevaux sauvages (avec ou sans selle) ou de taureaux sauvages, à des épreuves de vitesse ou des épreuves d'habileté. De plus, le festival a présenté un spectacle de Bull jumping.
En 2008, le festival a attiré 585 581 visiteurs.
En 2023, le festival a attiré 727 608 visiteurs, un record, pour la 55e édition. En général, cette municipalité attire plus de 150 fois son nombre de résidents durant le Festival. 
L'école d'Émilie Bordeleau, qui a inspiré les romans d'Arlette Cousture Les Filles de Caleb, se trouve à Saint-Tite.
Le territoire de Saint-Tite comporte plusieurs fermes d'élevage de chevaux et d'équitation. Il y a aussi plusieurs commerces fournissant du matériel ou de l'équipement relativement à l'industrie chevaline.

## Personnalités Liées
- Georges-Alidor Boulet (1892-1961), homme d'affaires ayant créé en 1933 l'entreprise G.A. Boulet Inc., ensuite reprise par trois de ses fils (Roger, Reynald et Robert) au début des années 1960.
- Blanche Pronovost, (1908-1994) infirmière
- Julie Boulet (1959- ), députée du comté de Laviolette et ministre de l'Assemblée nationale du Québec pour le Parti libéral[27].
- Gratien Gélinas (1909-1999), dramaturge et comédien.
- Joseph St-Amant, entrepreneur forestier.
- Cindy Bédard (1987- ), auteure-compositrice-interprète et animatrice radio.
- Émilie Bordeleau Pronovost, l'héroïne du roman Les Filles de Caleb, a été institutrice pendant dix ans à Saint-Tite. Elle est aussi la grand-mère de l'auteure Arlette Cousture.

## Photographies

Hydrographie
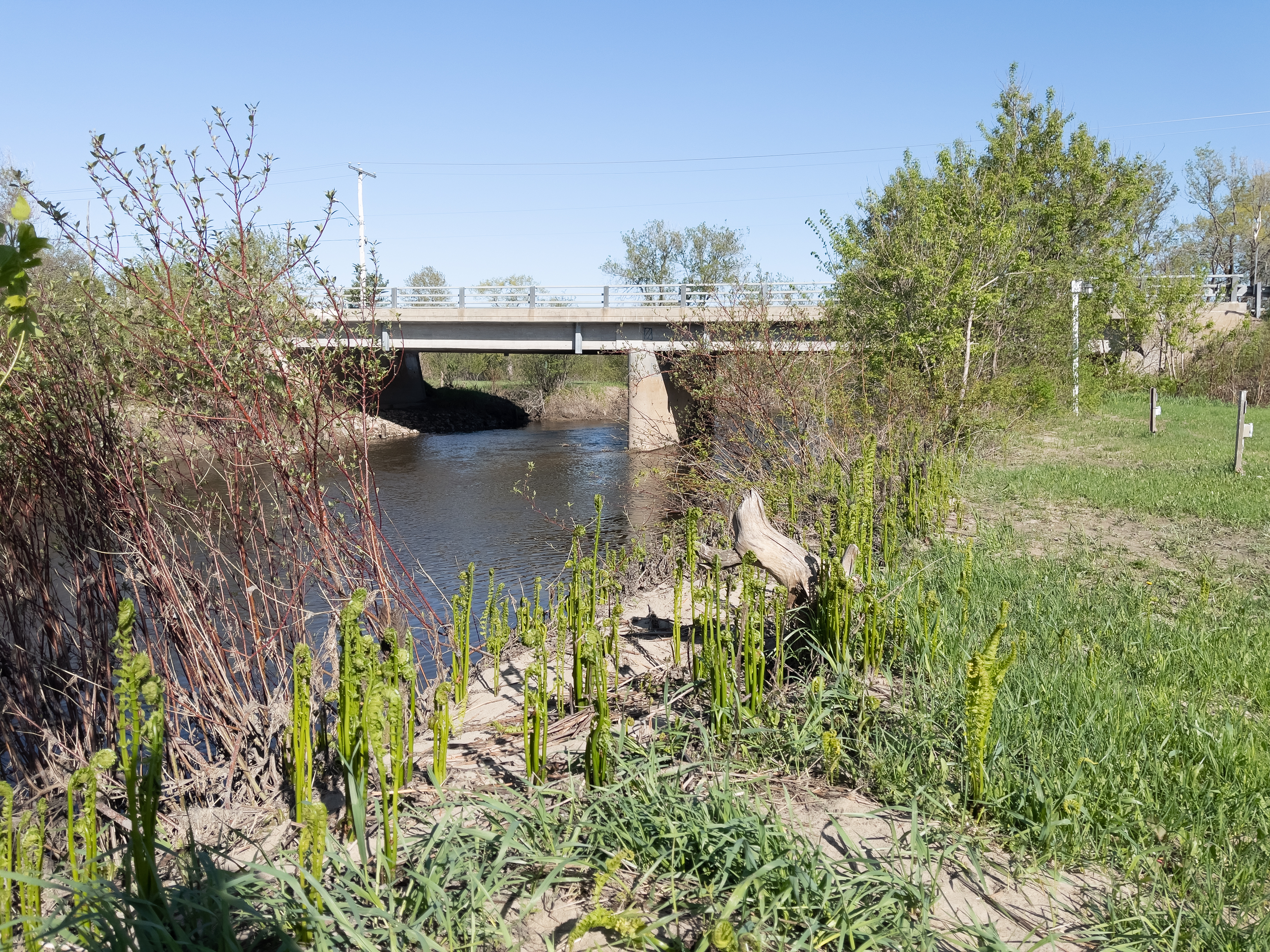
Rivière des Envies, pont à poutres en béton armé, rue Le Bourdais, (route 153).
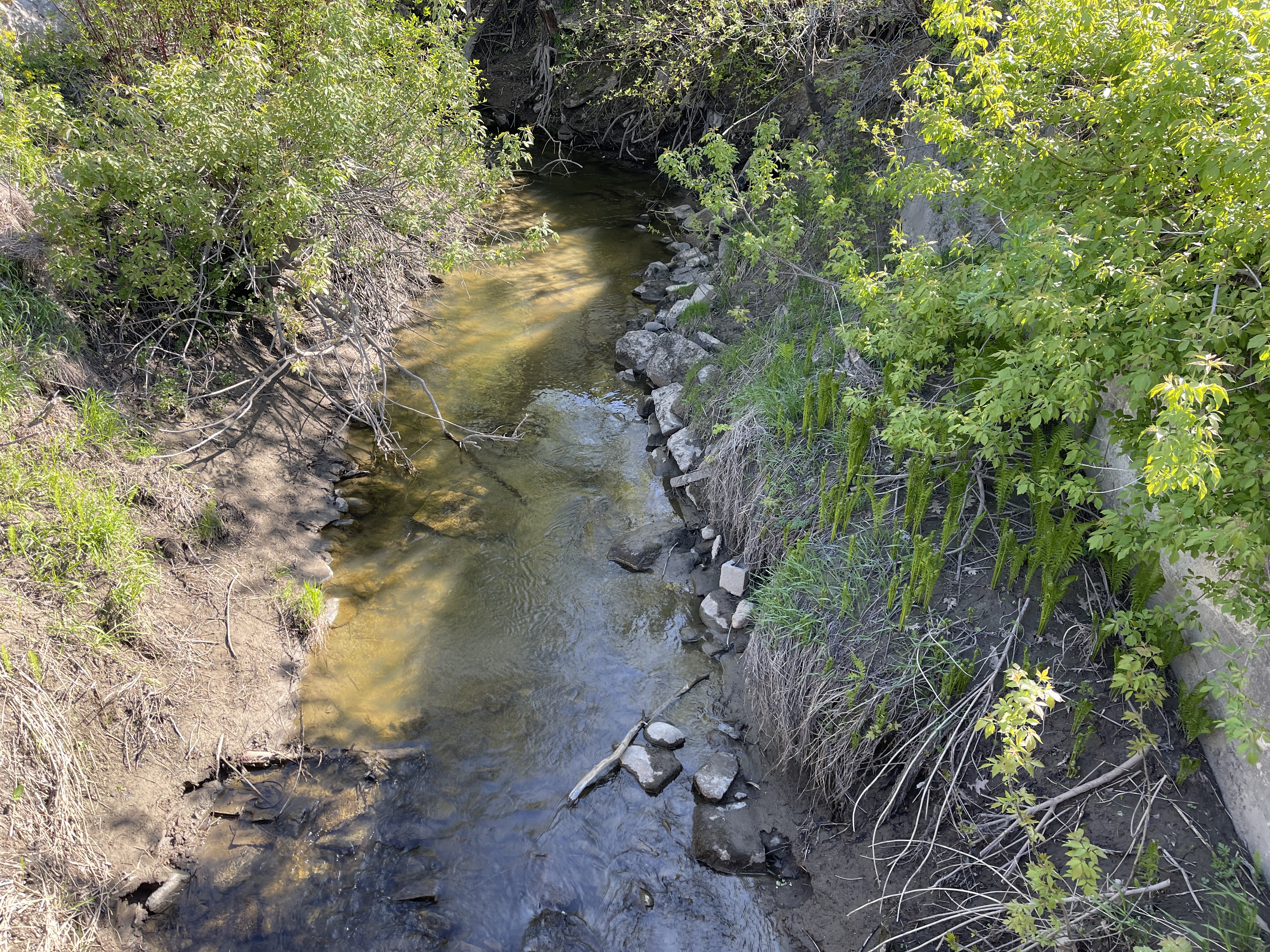
Rivière Le Bourdais, affluent de la rivière des Envies, du pont P-0363, rang du Haut-du-Lac-Nord.
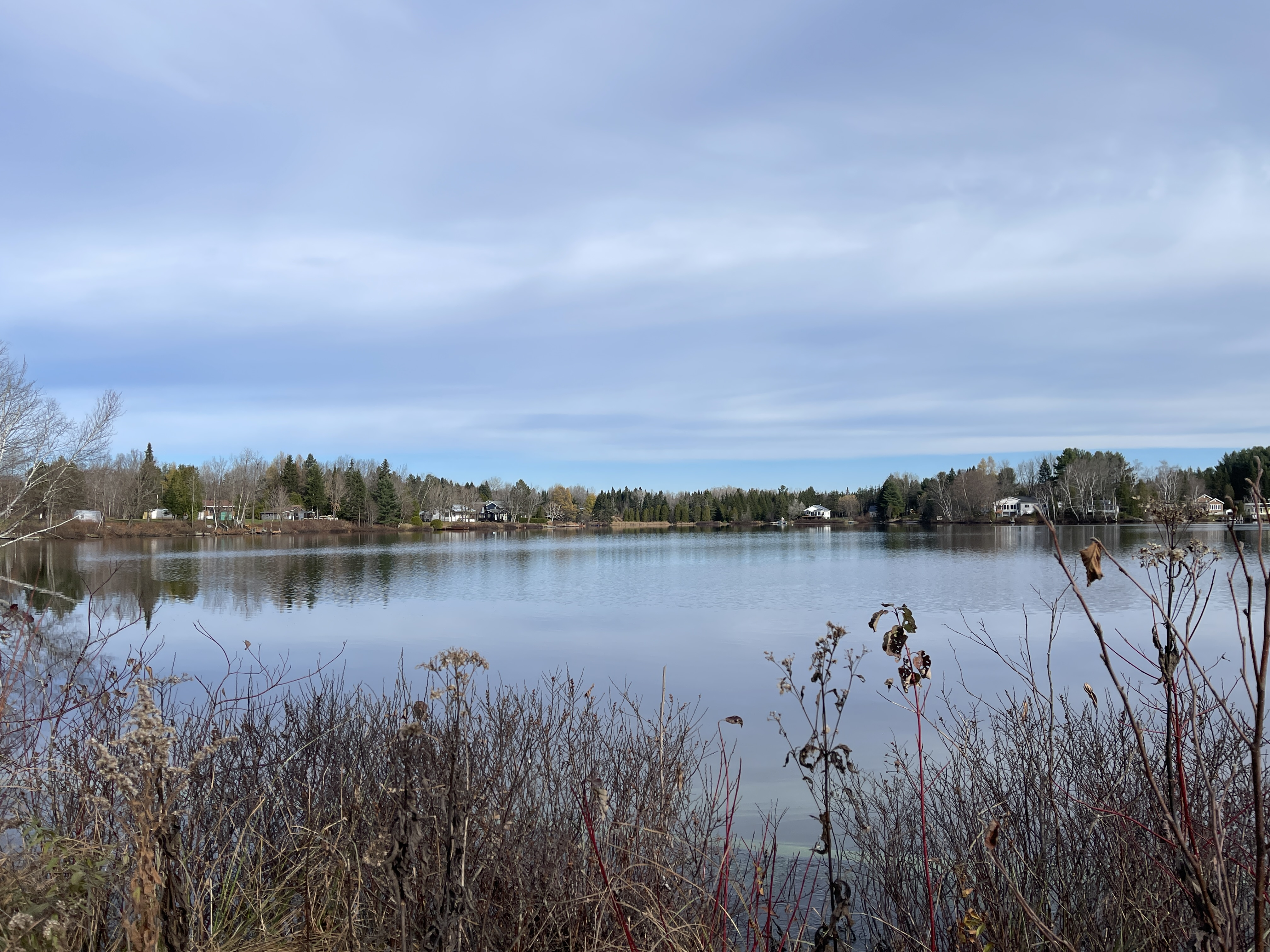
Lac Pierre-Paul, Chemin de l'Île.
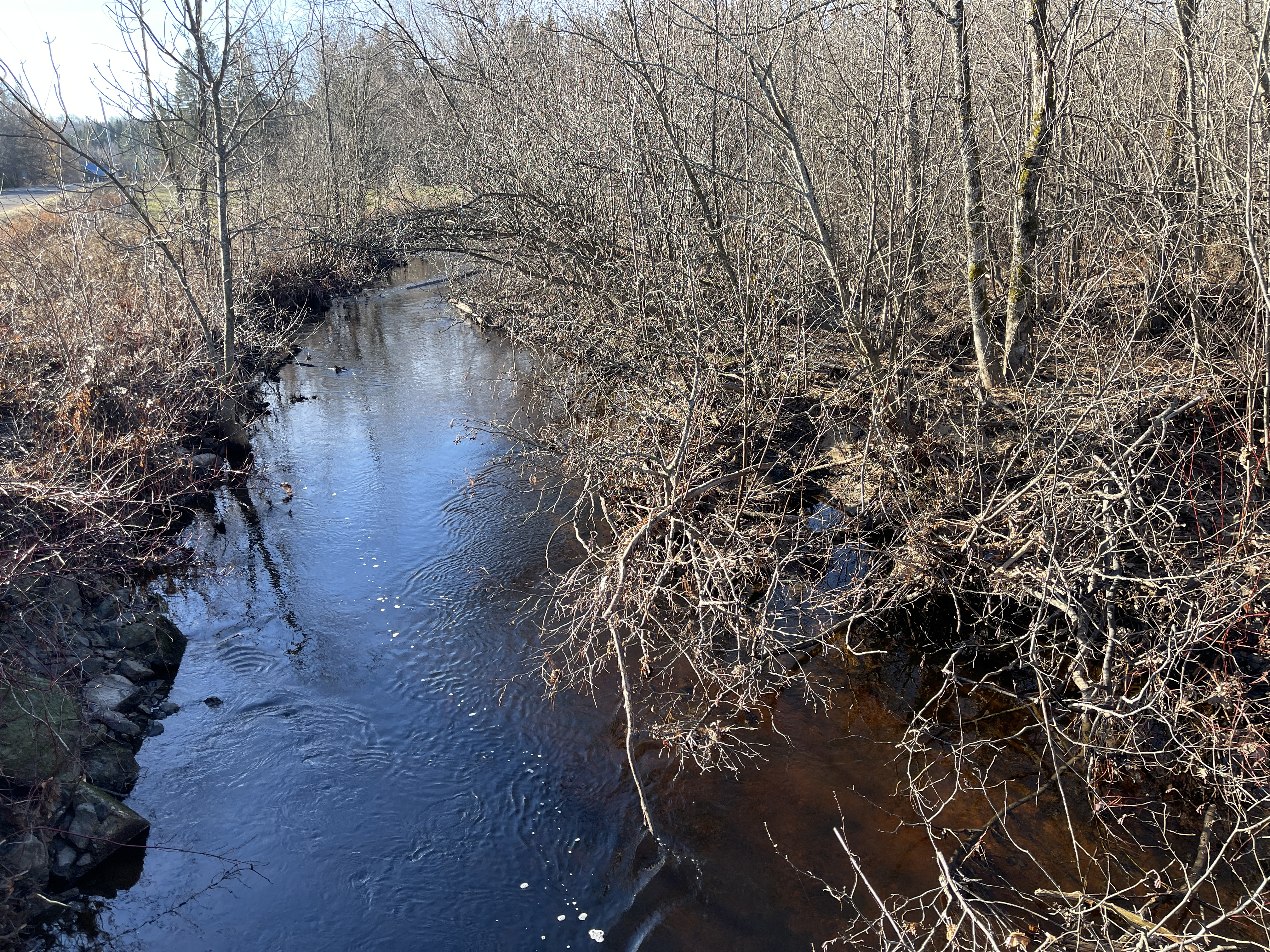
Rivière Mékinac du Nord du pont P-03959, acier-bois, sous remblai (1982), rang du Haut-du-Lac Nord.
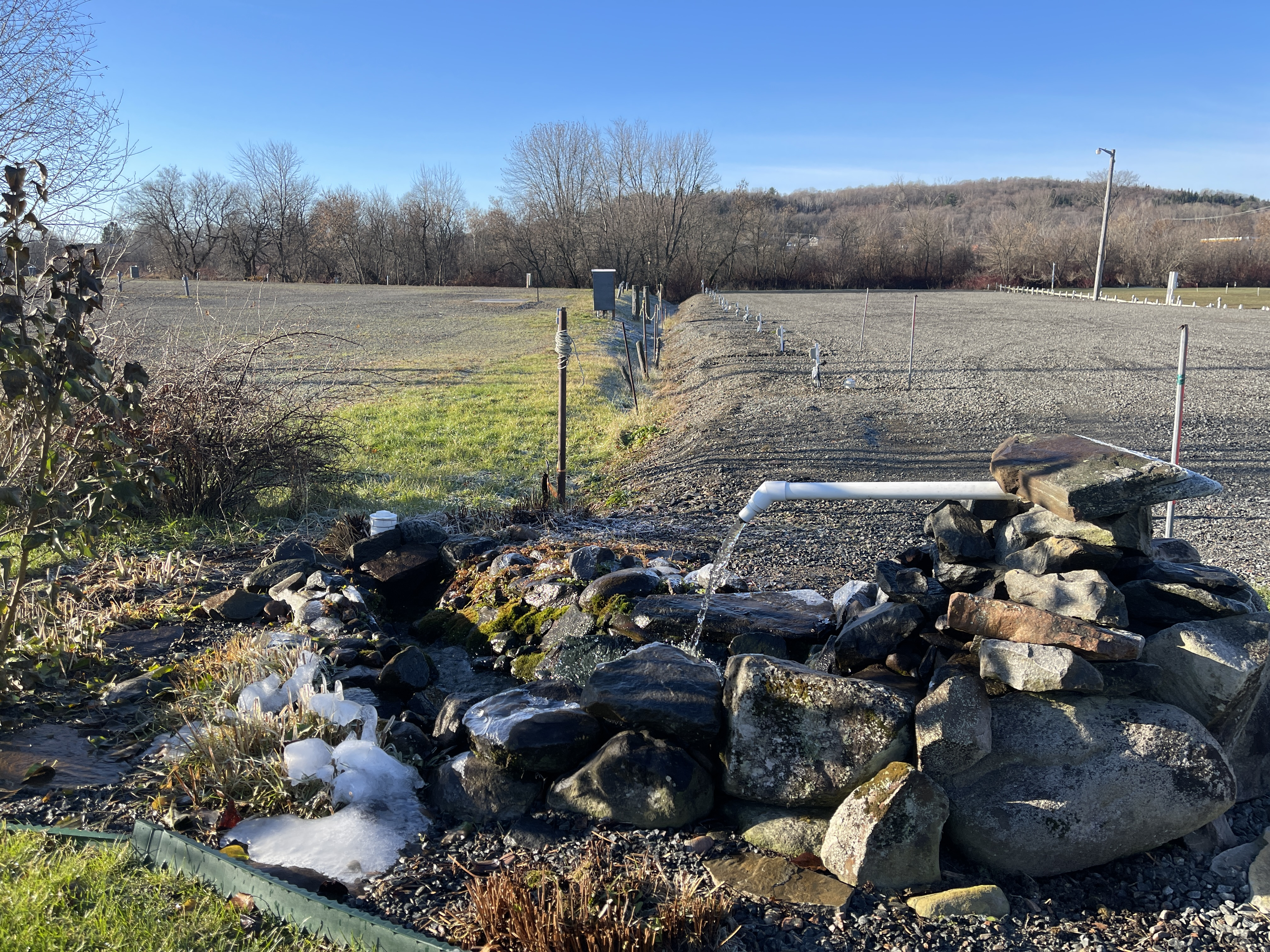
Source du Barbier (nom vernaculaire), rue Notre-Dame, 2023.
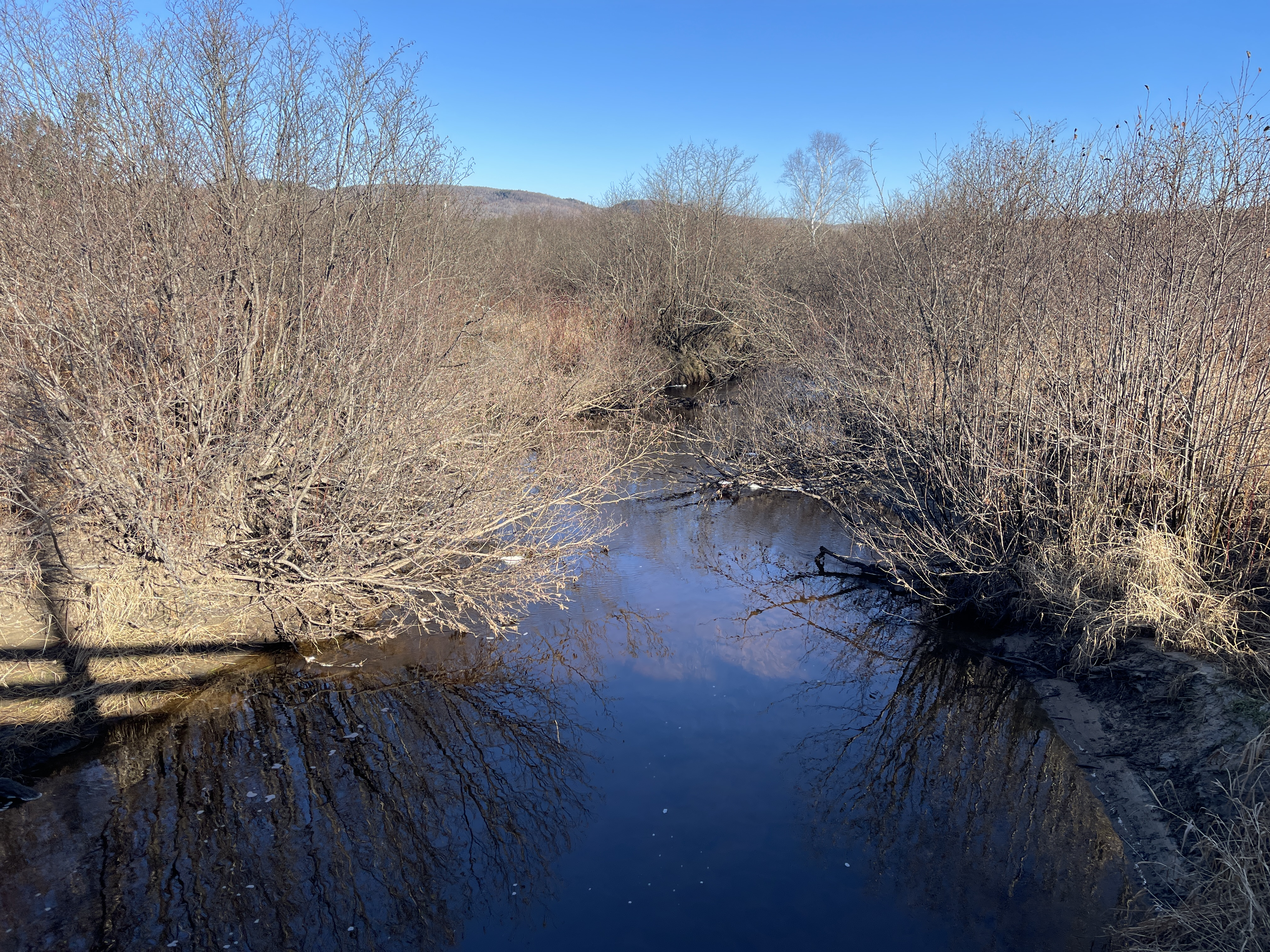
Rivière Mékinac du Sud, du pont P-03952, béton armé (1948), route 359.

Coeur de la ville
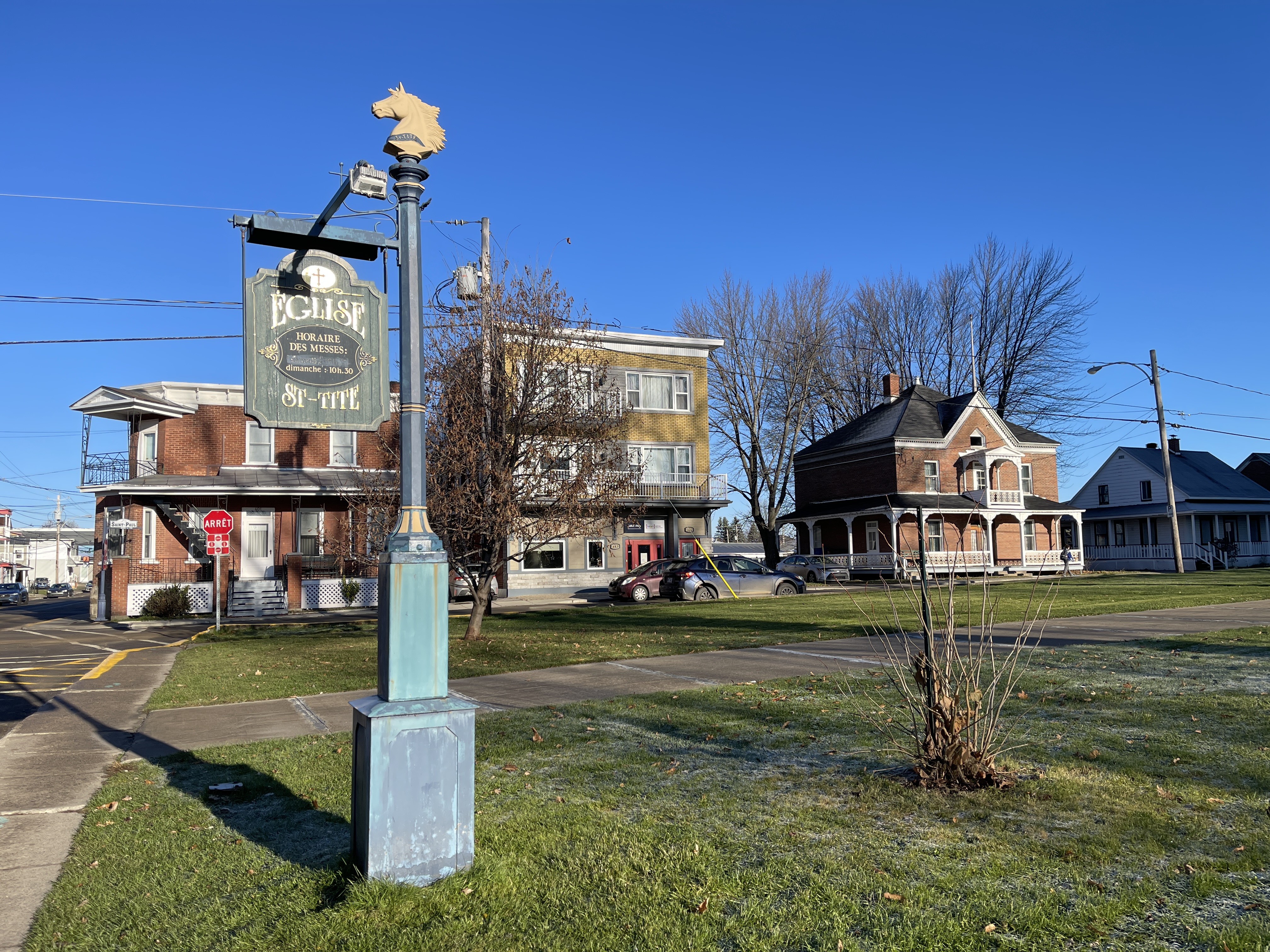
Panneau église catholique (rite latin), horaires des messes, rue Notre-Dame coin Saint-Paul.
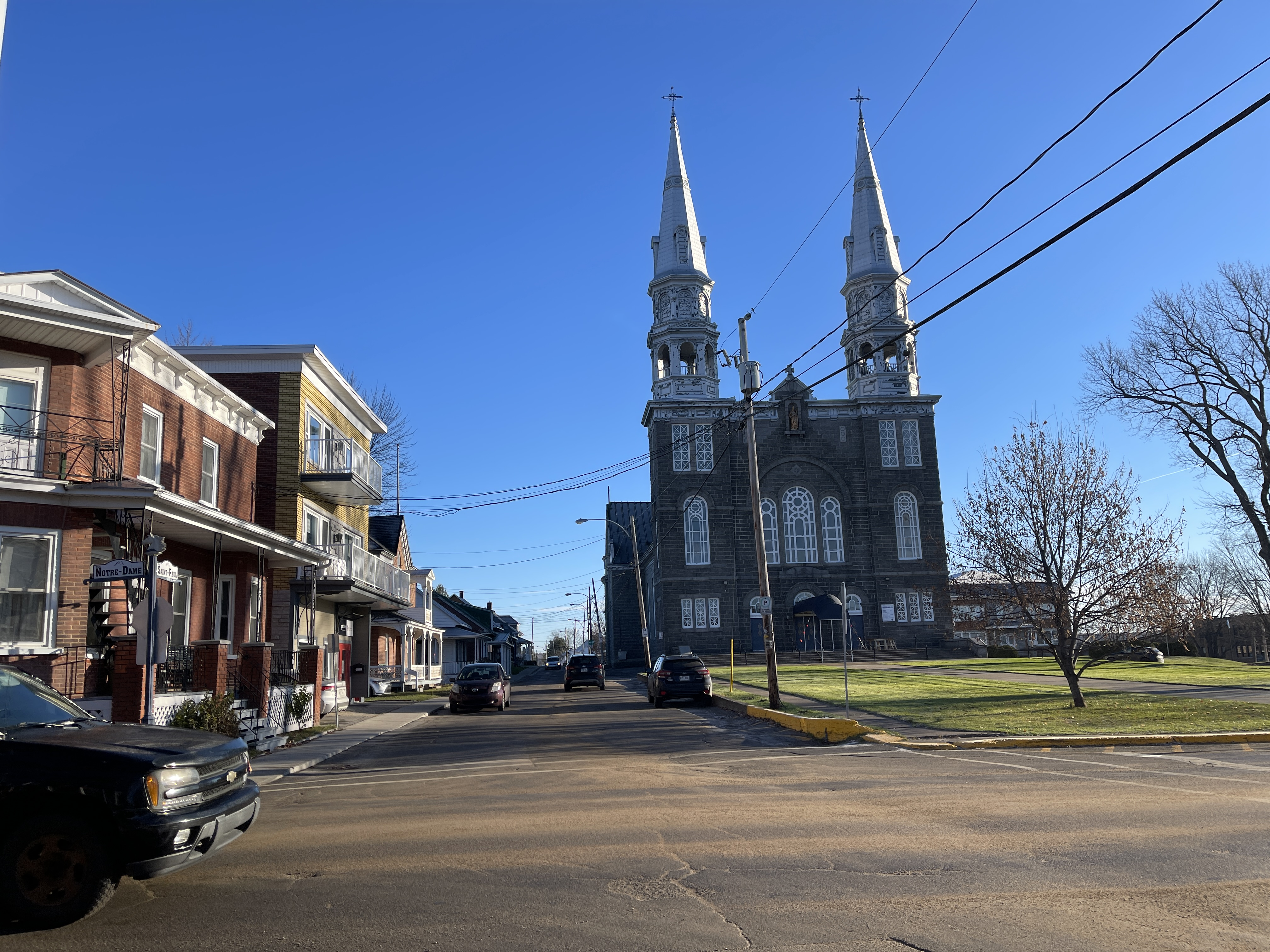
Coin des rues Notre-Dame et Saint-Paul, commerces, résidences privées et église catholique.
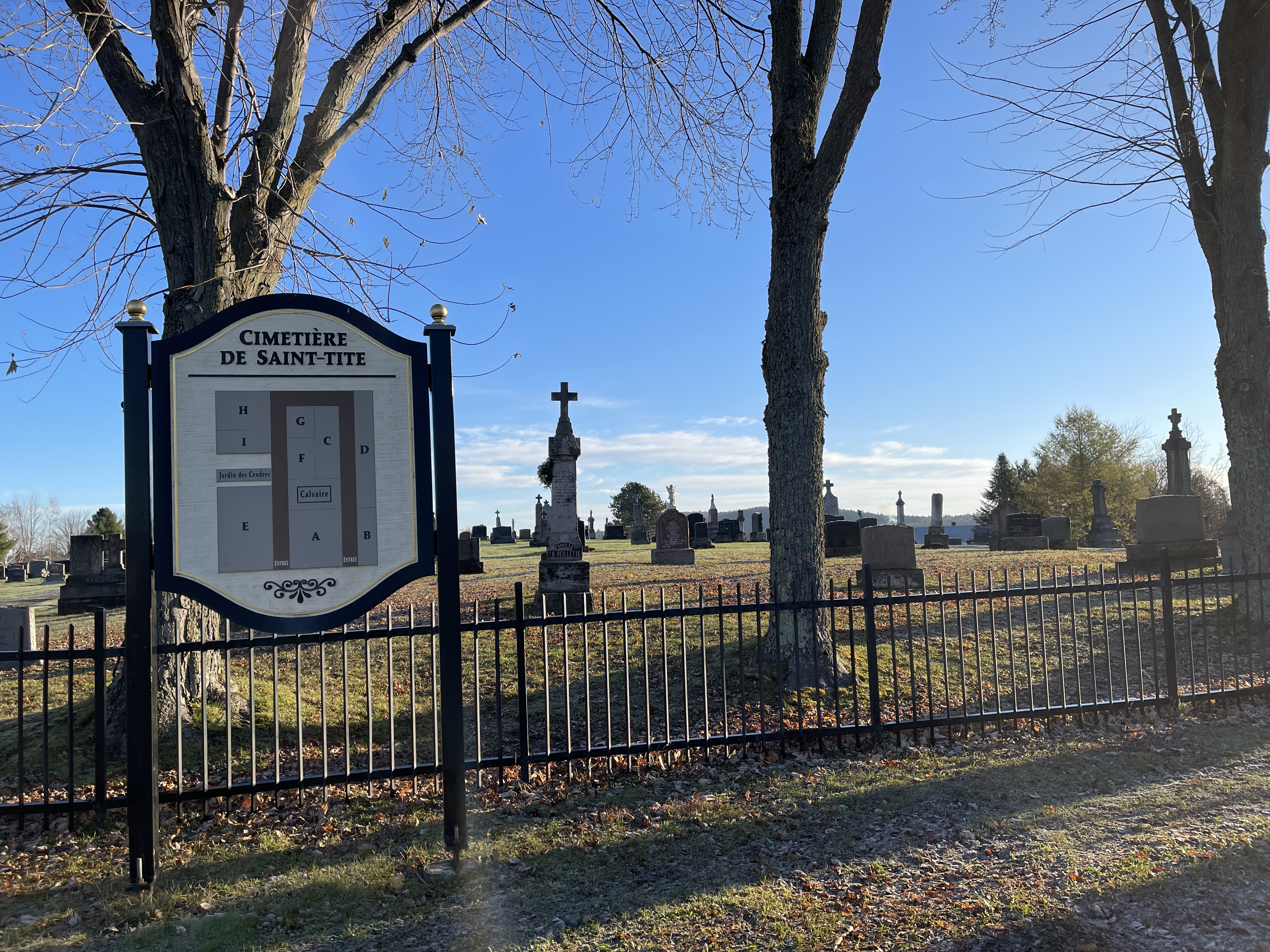
Cimetière de la paroisse catholique, boulevard Saint-Joseph, (Route 159)[28].
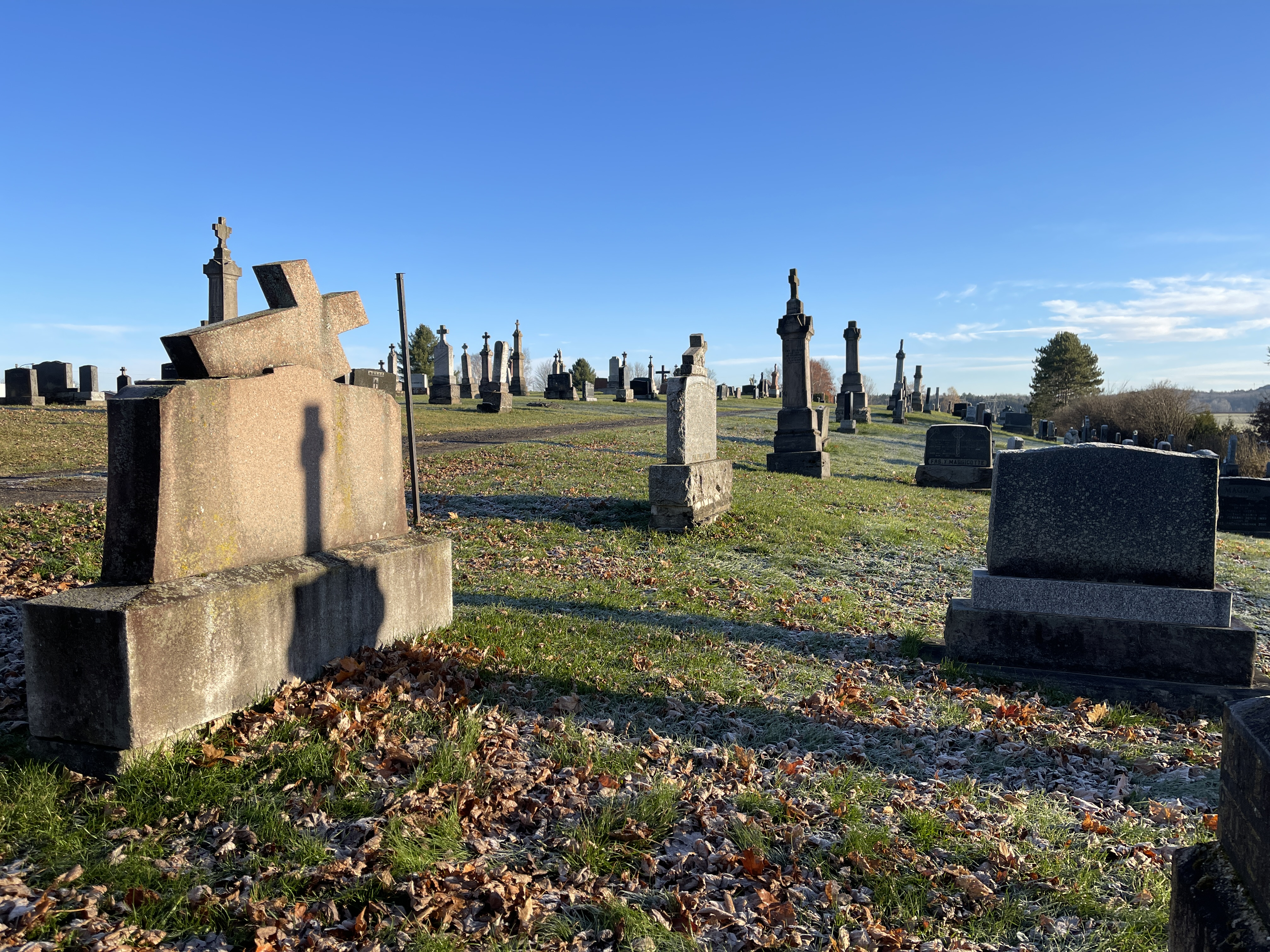
Cimetière, boulevard Saint-Joseph, (Route 159).
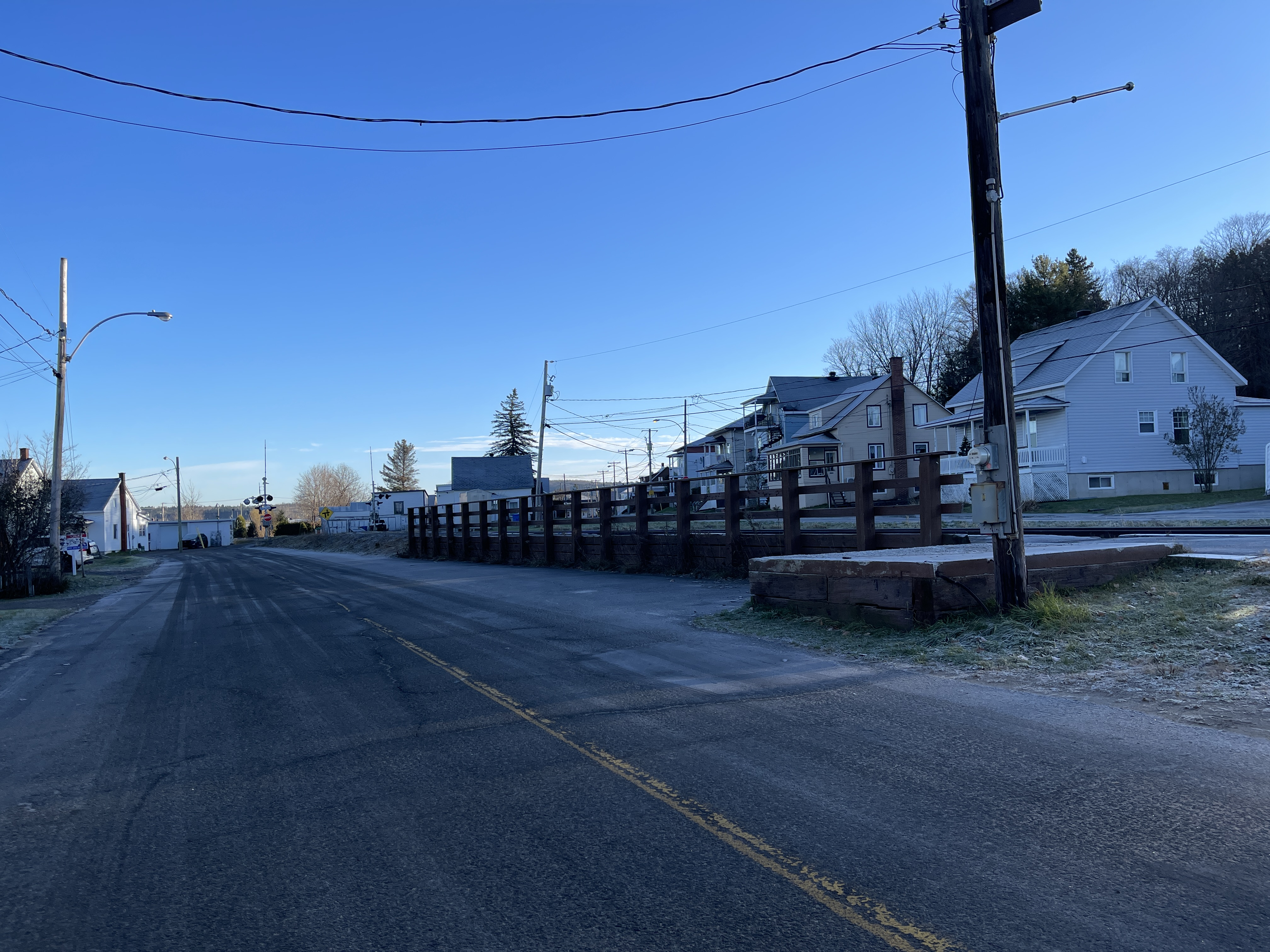
Quai de gare de Via Rail Canada, rue Marchildon.